# Phallorthus columbianus
Phallorthus columbianus är en mångfotingart som beskrevs av Chamberlin 1952. Phallorthus columbianus ingår i släktet Phallorthus och familjen Spirostreptidae. Inga underarter finns listade i Catalogue of Life.